# Iolanta
Pour l’article homonyme, voir Iolanthe.
Représentations notables
- 3 janvier 1893 : Opéra d'État de Hambourg, Hambourg, sous la direction de Gustav Mahler
- 22 mars 1900 :  Wiener Staatsoper, Vienne, sous la direction de Gustav Mahler

Personnages
- René, roi de Provence (basse)
- Robert, duc de Bourgogne (baryton)
- le comte Vaudémont, chevalier bourguignon (ténor)
- Ibn-Hakia, médecin maure à la cour du roi (baryton)
- Alméric, officier du roi (ténor)
- Bertrand, portier du château (basse)
- Iolanta, fille aveugle du roi René (soprano)
- Martha, préceptrice de Iolanta, épouse de Bertrand (contralto)
- Brigitta, amie de Iolanta (soprano)
- Laura, amie de Iolanta (mezzo-soprano)

Airs
- Arioso de Iolanta
- Arioso du roi René
- Monologue de Ibn-Hakia
- Air de Robert
- Romance de Vaudémont
- Duo de Iolanta et Vaudémont

Iolanta, op. 69 (en russe : Иоланта / Iolanta ; en orthographe précédant la réforme de 1917-1918 : Іоланта), également appelé Yolanta ou Yolanthe, est un opéra en un acte de Piotr Ilitch Tchaïkovski, sur un livret de Modeste Tchaïkovski, créé le 18 décembre 1892 au théâtre Mariinsky de Saint-Pétersbourg.

## Genèse
Le 10 mai 1888, Piotr Ilitch Tchaïkovski assiste au théâtre Maly de Moscou à une représentation de  Kong Renés Datter (« La Fille du roi René »), pièce en un acte du dramaturge danois Henrik Hertz créée en 1853 et que lui-même avait lue vers 1883. Très ému par la jeune actrice Elena Lechkovskaïa qui joue Iolanta, il décide d'adapter la pièce en opéra et charge son frère Modeste de rédiger le livret.
Début 1891, le directeur des Théâtres impériaux, Ivan Vsevolojski, lui demande de composer un ballet en deux actes (Casse-Noisette) et un opéra en un acte pour le mois de décembre. C'est l'occasion pour Tchaïkovski de proposer le sujet de Iolanta. Pendant l'année 1891, Tchaïkovski est invité aux États-Unis pour l'inauguration du Carnegie Hall, ce qui retarde considérablement la composition des deux œuvres au point de devoir repousser la date de la première représentation d'un an.
Après le grand projet qu'avait constitué son dernier opéra La Dame de pique, Tchaïkovski s'inquiétait d'un éventuel épuisement de son inspiration créatrice. Il commence la composition de Iolanta par le duo final en juin 1891 et, malgré ses inquiétudes, la termine en septembre, travaillant à l'orchestration de novembre à décembre.
Prévu pour être joué en première partie d'une soirée de gala, suivi du ballet Casse-Noisette,  l’œuvre est représentée pour la première fois le  18 décembre 1892 au théâtre Mariinsky de Saint-Pétersbourg, sous la direction d'Eduard Nápravník, dans les décors de Mikhaïl Botcharov. L'Opéra de Paris propose lors de sa saison 2016, une série de représentations de Iolanta, suivi de Casse Noisette dans une mise en scène de Dmitri Tcherniakov qui associe étroitement les deux œuvres. 
Totalisant onze représentations, l'œuvre fut bien accueillie même si Tchaïkovski estima qu'il se répétait, la comparant notamment à son opéra L'Enchanteresse.

## Argument
L'action se situe en Provence au XVe siècle
La princesse Iolanta (Yolande), née aveugle, vit protégée du monde dans le château de son père, le roi René. Pour ne pas l'affliger, il impose que sa cécité lui soit cachée. La jeune fille jouit de la nature, du parfum des fleurs, des gazouillis des oiseaux et des chants de sa préceptrice et de ses amies. Rien ne lui manque.
Le roi demande au médecin maure de sa cour s'il existe un remède pour guérir sa fille. Le docteur informe qu'il faudrait que Iolanta se rende compte de sa cécité et désire voir pour être guérie. Le roi hésite à suivre ce conseil.
À l'occasion d'une partie de chasse, le duc Robert, promis de la princesse, et le chevalier Vaudémont se perdent et escaladent le mur qui mène au jardin de Iolanta, qu'ils rencontrent. Vaudémont en tombe immédiatement amoureux. Il demande à Iolanta de choisir pour lui une rose rouge, mais elle choisit deux fois une rose blanche. Vaudémont comprend alors qu'elle est aveugle et essaie de lui expliquer la couleur et la lumière. La princesse écoute émerveillée mais ne comprend pas la nécessité de voir, puisqu'elle ignore le sens de ce mot.
Le roi, arrivant sur les lieux, est d'abord furieux contre le chevalier qui a trahi le secret. Le médecin le rassure en lui disant que désormais consciente de son mal, la princesse peut guérir. Pour tromper la jeune fille, le roi menace de mort le chevalier, à moins que Iolanta ne guérisse. La princesse demande alors un remède au médecin, et sa volonté de guérir la délivre de la maladie. Le roi accepte de donner sa fille en mariage à Vaudémont, le duc Robert lui ayant révélé en aimer une autre.

### Distribution
| Rôle                                                                                           | Nom en russe                                                                                   | Tessiture                                                                                      | Créateur               |
| ---------------------------------------------------------------------------------------------- | ---------------------------------------------------------------------------------------------- | ---------------------------------------------------------------------------------------------- | ---------------------- |
| René, roi de Provence                                                                          | Рене                                                                                           | basse                                                                                          | Konstantin Serebriakov |
| Robert, duc de Bourgogne                                                                       | Роберт                                                                                         | baryton                                                                                        | Leonid Yakovlev        |
| le comte Vaudémont, chevalier bourguignon                                                      | Водемон                                                                                        | ténor                                                                                          | Nikolaï Figner         |
| Ibn-Hakia, médecin maure à la cour du roi                                                      | Эбн-Хакиа                                                                                      | baryton                                                                                        | Arkadi Tchernov        |
| Alméric, officier du roi                                                                       | Альмерик                                                                                       | ténor                                                                                          | Vassili Kareline       |
| Bertrand, portier du château                                                                   | Бертран                                                                                        | basse                                                                                          | Yalmar Frei            |
| Iolanta, fille aveugle du roi                                                                  | Иоланта                                                                                        | soprano                                                                                        | Medea Mei-Figner       |
| Martha, préceptrice de Iolanta, épouse de Bertrand                                             | Марта                                                                                          | contralto                                                                                      | Maria Kamenskaïa       |
| Brigitta, amie de Iolanta                                                                      | Бригитта                                                                                       | soprano                                                                                        | Alexandra Runge        |
| Laura, amie de Iolanta                                                                         | Лаура                                                                                          | mezzo-soprano                                                                                  | Maria Dolina           |
| Dames de la Cour, amies de Iolanta, suite du Roi, régiment du duc de Bourgogne, hommes d'armes | Dames de la Cour, amies de Iolanta, suite du Roi, régiment du duc de Bourgogne, hommes d'armes | Dames de la Cour, amies de Iolanta, suite du Roi, régiment du duc de Bourgogne, hommes d'armes | Chœur, rôles muets     |

## Orchestration
| Instrumentation de Iolanta                                                                                 |
| Bois |
| 3 flûtes (la 3e prend le piccolo), 2 hautbois, 1 cor anglais, 2 clarinettes (en si bémol et la), 2 bassons |
| Cuivres |
| 4 cors (en fa), 2 trompettes (en si bémol et la), 3 trombones, 1 tuba                                      |
| Percussions                                                                                                |
| Timpani |
| Cordes |
| 2 harpes, premiers violons, seconds violons, altos, violoncelles, contrebasses                             |

## Numéros musicaux
Introduction
1. Scène
1-a. Arioso de Iolanta
2. Scène et chœur
3. Scène et chœur
4. Scène
4-a. Arioso du roi René
5. Scène
5-a. Monologue de Ibn-Hakia
6. Scène 
6-a. Air de Robert
6-b. Romance de Vaudémont
7. Scène et duo
8. Scène
9. Final

## Airs célèbres
- Arioso de Iolanta : « Отчего это прежде не знала » (« Pourquoi n'ai-je pas souffert autrefois ? »)
- Arioso du roi René : « Господь мой, если грешен я » (« Seigneur, si j'ai péché »)
- Monologue de Ibn-Hakia : (« Два мира » (« Il y a deux mondes »)
- Air de Robert : « Кто может сравниться с Матильдой моей » (« Qui peut égaler ma Mathilde ? »)
- Romance de Vaudémont : « Нет! Чары ласк красы мятежной » (« Non ! Les charmes de la beauté agitée ne me disent rien »)
- Duo de Iolanta et Vaudémont : « Чудный первенец творенья » (« Je ne comprends pas ton silence »)

## Représentations notables
- 3 janvier 1893 : Opéra d'État de Hambourg, sous la direction de Gustav Mahler
- 22 mars 1900 : Wiener Staatsoper, Vienne, sous la direction de Gustav Mahler